# Jacopo Da Riva
Jacopo Da Riva (Montebelluna, 27 de octubre de 2000) es un futbolista italiano que juega en la demarcación de centrocampista para el Calcio Foggia 1920 de la Serie C.

## Biografía
Tras empezar a formarse como futbolista en las categorías inferiores de la Calcio Montebelluna y del Pordenone Calcio, finalmente en 2015 se marchó a la disciplina del Atalanta B. C. Finalmente el 1 de agosto de 2020 hizo su debut con el primer equipo, haciéndolo en la jornada 38 de la Serie A contra el Inter de Milán tras sustituir a Papu Gómez en el minuto 91. Once días después hizo su debut en la Liga de Campeones contra el París Saint-Germain F. C.

## Clubes
| Club                         | País   | Año       | Partidos | Goles |
| ---------------------------- | ------ | --------- | -------- | ----- |
| Atalanta B. C.               | Italia | 2020      | 2        | 0     |
| L. R. Vicenza (cesión)       | Italia | 2020-2021 | 18       | 3     |
| S. P. A. L. (cesión)         | Italia | 2021-2022 | 25       | 2     |
| Como 1907 (cesión)           | Italia | 2022-2023 | 20       | 1     |
| A. C. Reggiana 1919 (cesión) | Italia | 2023-2024 | 4        | 0     |
| Atalanta B. C. U23           | Italia | 2024      | 3        | 0     |
| S. S. Juve Stabia (cesión)   | Italia | 2024      | 0        | 0     |
| Calcio Foggia 1920 (cesión)  | Italia | 2024-     | 22       | 0     |